# 免疫グロブリン軽鎖

典型的な抗体の模式図。2つのIg重鎖（青）と軽鎖（緑）がジスルフィド結合によって連結されている。定常領域（C）と可変領域（V）が示されている。

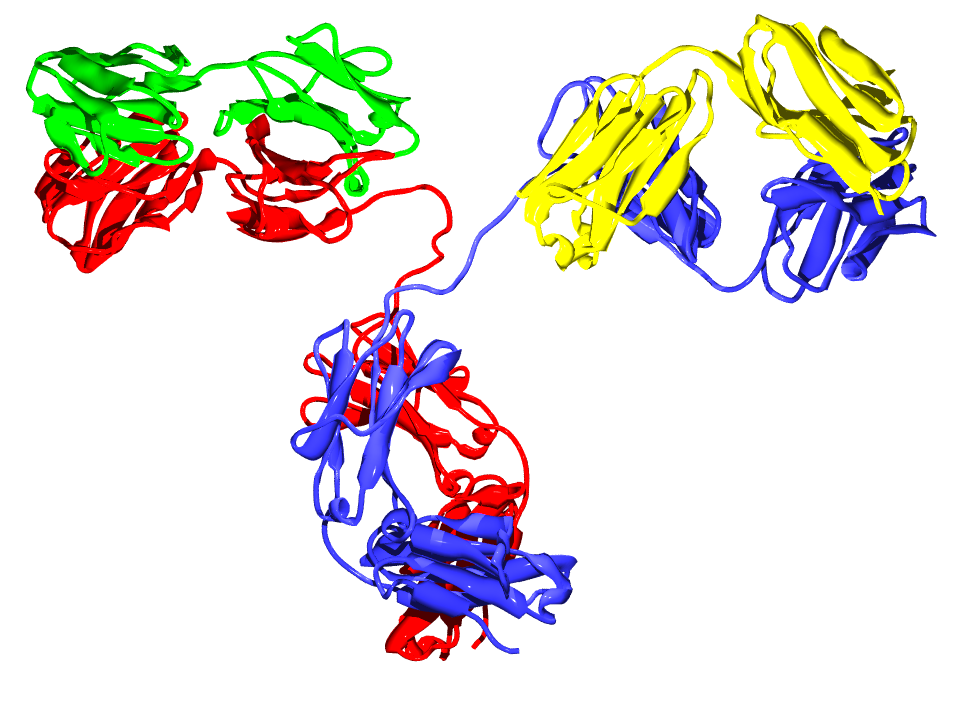
抗体分子のリボン図。2つの重鎖は赤と青で、2つの軽鎖は緑と黄で示されている。

免疫グロブリン軽鎖（めんえきグロブリンけいさ、英: immunoglobulin light chain）は、抗体（免疫グロブリン）のサブユニットである。典型的な抗体は、2つの免疫グロブリン（Ig）重鎖と2つの軽鎖から構成される。

## ヒト
ヒトの軽鎖には2つのタイプが存在する 
- κ鎖: 2番染色体（英語版）のIGK@（英語版）遺伝子座にコードされる。
- λ鎖: 22番染色体のIGL@（英語版）遺伝子座にコードされる。

抗体はB細胞によって産生され、各細胞はただ1つのクラスの軽鎖を発現する。軽鎖のクラスがいったん設定されると、そのクラスはB細胞の一生を通じて固定される。ポリクローナル遊離軽鎖アッセイによると、健常人での血清中のλ鎖に対するκ鎖の正常な比率は0.26から1.65の範囲である。ここからの大きな乖離は新生物の徴候である。κ鎖とλ鎖の双方が正常な比率を維持しながら比例して増加することがあり、これは多くの場合、血球細胞の疾患以外の要因、たとえば腎臓病などの徴候である。

## 他の動物
四肢動物における免疫グロブリン軽鎖の遺伝子は、κ、λ、σという3つの異なるグループに分類される。κ、λ、σアイソタイプの多様性は四肢動物の放散進化に先んじて生じたものである。σアイソタイプは両生類系統の進化後、爬虫類系統の出現前に失われた。
下等脊椎動物では他のタイプの軽鎖も存在し、軟骨魚類や真骨類にはι鎖が存在する。
ラクダ科は哺乳類のなかでも独特であり、2つの重鎖を含むが軽鎖を持たない機能的抗体も有する。
サメは獲得免疫系の一部として、IgNAR（immunoglobulin new antigen receptor)）と呼ばれる機能的な重鎖ホモ二量体型抗体様分子を持っている。ラクダ科の重鎖抗体が進化の過程で軽鎖のパートナーを失ったものと考えられているのに対し、IgNARはもともと結合する軽鎖を持っていなかったと考えられている。

## 構造
典型的な抗体には1つのタイプの軽鎖のみが存在し、個々の抗体の2つの軽鎖は同一である。
各軽鎖は2つのタンデムな免疫グロブリンドメインから構成される。
- 1つの定常ドメイン（CL）
- 1つの可変ドメイン（VL）- 抗原への結合に重要である。

軽鎖タンパク質のおよその長さは211アミノ酸から217アミノ酸である。定常領域は軽鎖のクラス（κ、λ）を決定する。λクラスには4つのサブタイプ（λ1、λ2、λ3、λ7）が存在する。

## 病理学
リンパ系の個々のB細胞はκ鎖またはλ鎖の軽鎖のいずれかを持っており、双方を持っていることは決してない。免疫組織化学的手法を用いることで、κ鎖とλ鎖を発現しているB細胞の相対的存在量を決定することができる。リンパ節や同様の組織が反応性または良性の場合には、κ鎖陽性細胞とλ鎖陽性細胞が混在している。しかしながら、一方のタイプの軽鎖が他方よりもはるかに多く存在している場合には、それらはすべて小さなクローン集団に由来している可能性が高く、B細胞リンパ腫など悪性である可能性を示している。
多発性骨髄腫など、腫瘍性形質細胞で産生されるIg軽鎖はベンス・ジョーンズ蛋白と呼ばれる。
遊離Ig軽鎖レベルの増加はさまざまな炎症性疾患でも検出される。リンパ腫の患者でみられる増加とは対照的に、炎症性疾患で増加するIg軽鎖はポリクローナルである。これらのIg軽鎖は肥満細胞に結合し、その抗原結合能を利用して肥満細胞の活性化を促進することが示されている。肥満細胞の活性化はさまざまな炎症性メディエーターの放出を引き起こし、炎症性疾患の発症に寄与すると考えられている。Ig軽鎖は肥満細胞だけでなく好中球や後根神経節の神経細胞を活性化することも示されており、炎症性疾患におけるメディエーターとしての役割の可能性は広がっている。